# Nako Yabuki
Nako Yabuki  (japonais : 矢吹 奈子), née le 18 juin 2001 à Tokyo, est une actrice et chanteuse japonaise connue pour avoir été membre de la troisième génération du groupe d'idole japonaise HKT48 et du groupe de filles nippo-sud-coréen Iz*One.

## Biographie
Elle est une ancienne membre du groupe de filles idole japonaise HKT48 et du groupe de filles sud-coréen-japonais Iz*One après l'émission télévisée de compétition Produce 48.
Elle a rejoint HKT48 en novembre 2013. De 2015 à 2017, elle a été membre simultanée d'AKB48. En 2018, elle a participé à l'émission de survie sud-coréenne Produce 48. Elle s'est classée sixième et a fait ses débuts en tant que membre d'Iz*One. Elle est un modèle exclusif pour Love Berry. Yabuki est également connue pour son rôle de jeune Minami Asakura dans le film Touch en 2005.
En 2023, dix ans après ses débuts en tant que membre de HKT48, Nako quitte le groupe pour se consacrer principalement à une carrière d'actrice. Elle rejoint ensuite l'agence Twin Planet pour l'accompagner dans cette nouvelle voie.

## Discographie
Titre solo
- 2017 : Ijiwaru Chu (いじわるチュー?) - issu de l'album 092

## Filmographie

### Dramas
- 2015 : Majisuka Gakuen 0: Kisaradzu Rantō-hen (マジすか学園0 木更津乱闘編?) : Namaiki
- 2021 : Mr. Good-looking (顔だけ先生?) : Aika Sanjo
- 2023 : The neighbor of healing has a secret. (癒やしのお隣さんには秘密がある?) : Manami Tanabe
- 2023 : Numaru. Minato-ku Joshikosei (沼る。港区女子高生?) : Kotona Yuzuki